# Dukuhtengah (Karangampel)
Dukuhtengah is een bestuurslaag in het regentschap Indramayu van de provincie West-Java, Indonesië. Dukuhtengah telt 3938 inwoners (volkstelling 2010).